# Julio Ceja
Julio Ceja (* 18. November 1992 in Tlalnepantla, Mexiko als Julio César Ceja Pedraza) ist ein mexikanischer Profiboxer und ehemaliger WBC-Weltmeister im Superbantamgewicht.
Sein Bruder Luis Ceja war von 2008 bis 2016 ebenfalls Profiboxer.

## Profikarriere
Julio Ceja wird unter anderem von Ismael Salas und Carlos Velásquez trainiert. Bis zu seiner ersten WM-Chance gewann er 24 Kämpfe in Folge, davon 22 vorzeitig. Er besiegte dabei unter anderem den Weltmeister Cruz Carbajal, sowie die WM-Herausforderer Ronald Barrera, Genaro Garcia und Luis Melendez. Er boxte daraufhin am 11. Mai 2013 um den IBF-Weltmeistertitel im Bantamgewicht, verlor jedoch durch Mehrheitsentscheidung nach Punkten gegen Jamie McDonnell.
Durch fünf folgende Siege, darunter gegen die WM-Herausforderer Juan Montes und Oscar Blanquet, konnte er am 29. August 2015 um die Interimsweltmeisterschaft der WBC im Superbantamgewicht boxen. Er besiegte dabei Hugo Ruiz vorzeitig in der fünften Runde. Nachdem Léo Santa Cruz den WBC-Titel niedergelegt hatte, wurde Ceja am 6. September 2015 zum neuen regulären WBC-Weltmeister ernannt. Er verlor den Gürtel jedoch in der ersten Verteidigung am 27. Februar 2016 in einem Rückkampf an Hugo Ruiz.
Nach zwei Siegen gegen Anselmo Moreno und Breilor Teran, verlor er zwei Kämpfe gegen Franklin Manzanilla und Guillermo Rigondeaux. Am 23. November 2019 boxte er ein Unentschieden gegen den WBA-Weltmeister Brandon Figueroa.